# Triticosecale
Triticosecale (ibland benämnt som rågvete) är ett släkte av gräs som beskrevs av Max Carl Ludwig Wittmack. Triticosecale ingår i familjen gräs.
Kladogram enligt Catalogue of Life:
| Triticosecale | \| \| Triticosecale blaringhemii \| \| \| \| \| \| Triticosecale neoblaringhemii \| \| \| \| \| \| Triticosecale schlanstedtense \| \| \| \| |
|               | \| \| Triticosecale blaringhemii \| \| \| \| \| \| Triticosecale neoblaringhemii \| \| \| \| \| \| Triticosecale schlanstedtense \| \| \| \| |
|               | Triticosecale blaringhemii |
|               | |
|               | Triticosecale neoblaringhemii |
|               | |
|               | Triticosecale schlanstedtense |
|               | |

## Bildgalleri

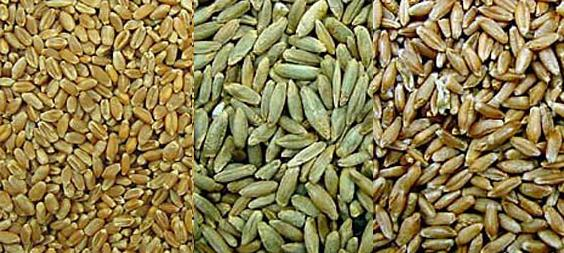
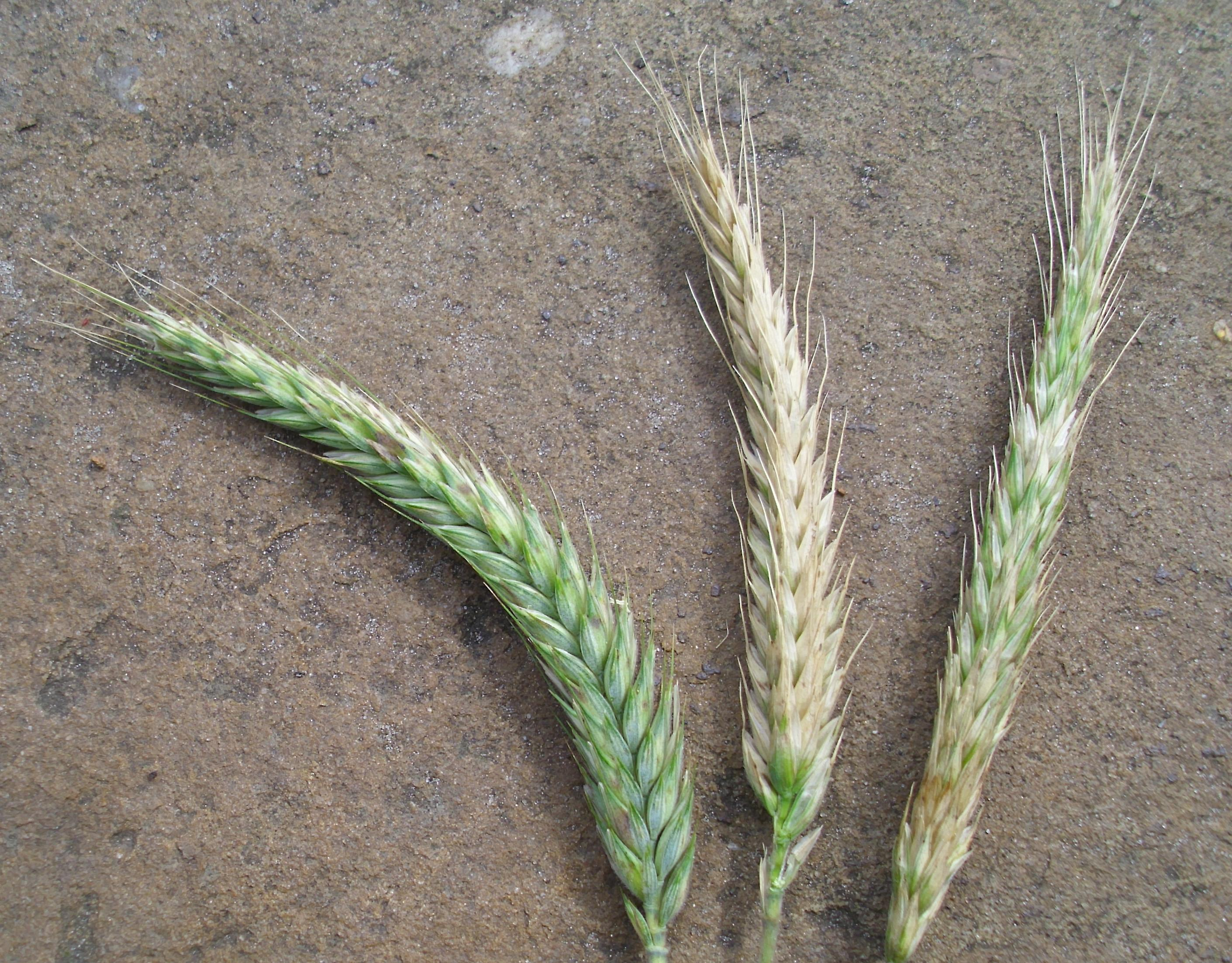